# Isacco, figura del redentore
Isacco, figura del redentore (Izák, předobraz spasitele), známé též jako Abramo ed Isacco (Abrahám a Izák) je oratorium, které zkomponoval Josef Mysliveček na libreto Pietra Metastasia, poprvé bylo uvedeno ve Florencii 10. března 1776.

## Vznik skladby
Oratorium Isacco, figura del redentore patří do skupiny tří oratorií, které Mysliveček zkomponoval pro provedení ve Florencii. Premiéra se konala ve Florencii 10. března 1776, představení sponzoroval britský šlechtic George Nassau Clavering, třetí hrabě Cowper, a hráli v něm jeho hudebníci.

## Recepce
Oratoriu se v roce 1777 dostalo nadšeného přijetí v Mnichově, o čemž svědčí také korespondence W. A. Mozarta. V minulosti bylo oratorium chybě označováno za Mozartovo dílo.

### Postavy
- Abramo (Abrahám)
- Isacco (Izák)
- Sara (Sára)
- Gamari (Izákův přítel)
- Angelo (anděl)

## Nahrávky
- Abramo ed Isacco. Suprahon, 1991. Sinfonietta Praha, dir. Ivan Pařík. Sol. V. Luchianez, H. J. Kim, T. Korovina, I. Czaková, V. Doležal, I. Kusnjer.
- Abramo ed Isacco. Supraphon, 1972. Pražský komorní orchestr, dir. Peter Maag. Sol. G. Ostini, J. Jonášová, A. Viganoni, S. Tahara, G. Maffeo.
- árie "Qui per pietà mi dice / Deh! Parlate, parlate". Mozart / Gluck / Mysliveček. Deutsche Grammophon, 2001. Pražská filharmonie, dir. Michel Swierczewski. Sol. Magdalena Kožená.